# Код: Залізна кора
«Код: Залізна кора» (англ. назва: Ironbark, The Courier) — історичний драматичний фільм 2020 року режисера Домініка Кука про роботу британського бізнесмена Гревіла Вінна, найнятого в якості агента МІ-6, і радянського шпигуна Олега Пеньковського, який передавав на Захід інформацію, яка допомагала розрядити кубинську ракетну кризу 1962 р. В ролях: Бенедикт Камбербетч в ролі Вінн, а також Рейчел Броснахан, Джессі Баклі, Мераб Нінідзе, Ангус Райт і Кирило Пирогов .
Світова прем'єра фільму відбулася на кінофестивалі Sundance 24 січня 2020 року, а широкий прокат відбувся 30 жовтня 2020 року у Великій Британії і 21 лютого 2021 року в США.
Фільм розповідає «правдиву історію британського бізнесмена, який допоміг ЦРУ проникнути в радянську ядерну програму під час холодної війни». Він і його радянське джерело Олег Пеньковський (кодове ім'я Ironbark) надали важливу інформацію, яка поклала кінець кубинській ракетній кризі". ЦРУ з'ясувало, що СРСР блефує і не готовий до широкомасштабної ядерної війни.

## Сюжет
Олег Пеньковський (Мераб Нінідзе), високопоставлений радянський чиновник і офіцер розвідки ГРУ з доступом до надсекретної ядерної інформації, розчаровується в хрущовському керівництві Радянським Союзом у світлі зростаючої загрози ядерної війни зі Сполученими Штатами. Він звертається до ЦРУ і пропонує надати інформацію, яка могла б допомогти деескалації ситуації. Агент британської розвідки МІ-6 Дікі Френкс (Ангус Райт) і чиновник ЦРУ Емілі Донован (Рейчел Броснахен) вирішують, що для зв'язку краще не використовувати офіцера розвідки, а натомість звернутися до звичайного бізнесмена, який виступить посередником.
Вони звертаються до комерсанта Гревілла Вінна (Бенедикт Камбербетч) з пропозицією поїхати до Москви під приводом вивчення комерційних можливостей Радянського Союзу. Вінн встановлює з Пеньковським начебто нормальні ділові стосунки, і той домовляється із західними спецслужбами про передачу їм інформації. Він просить, щоб вони продовжували використовувати Вінна як свого постійного кур'єра, мотивуючи це тим, що він буде перебувати під наглядом КДБ. Спочатку Вінн був проти цього завдання, але врешті-решт погоджується, частково після того, як офіцер ЦРУ Емілі Донован підкреслила, що його зусилля можуть допомогти запобігти ядерній війні, а також після того, як Пеньковський відвідав його вдома і сказав, що ставить своє життя на успіх Вінна.
Вінн використовує свої відрядження до Москви, щоб регулярно перевозити пакунки, надані Пеньковським для ЦРУ. Однак це негативно позначається на його особистому житті, він починає поводитися схвильовано, що змушує дружину думати, що у нього може бути інтрижка з іншою жінкою.
Пеньковський дізнається, що Радянський Союз хоче перетворити Кубу на ядерну загрозу для Сполучених Штатів, і передає цю інформацію разом із фотографіями та військовими планами до ЦРУ, яке зрештою перевіряє це за допомогою власної розвідки. Американці змогли використати цю інформацію на свою користь під час Карибської кризи. Однак КДБ, отримавши інформацію від власного агента, усвідомлює, що має витік надсекретної інформації. За характером та змістом витоку контррозвідка КДБ встановила обмежене коло підозрюваних осіб, серед яких був Пеньковський. У Москві Вінн дізнається, що його готельний номер обшукували, від залишає країну, не встигнувши попередити Пеньковського.
Занепокоєний долею Пеньковського, якщо його залишать, Вінн, всупереч порадам МІ-6, зголошується повернутися до Москви, щоб допомогти організувати втечу Пеньковського. Однак співробітники контррозвідки КДБ, під час негласного спостереження за Пеньковським розкрили його діяльність. Попередньо отруївши Пеньковського, контррозвідка КДБ негласно проникла в квартиру Пеньковського і провела в ній обшук, коли він перебував у лікарні. Було виявлено схованку із секретними матеріалами, готовими до передачі на Захід, фотокамеру «Minox B» та інші докази проти Пеньковського. КДБ зриває план втечи і заарештовує обох чоловіків.
Вінна відправляють до в'язниці, де він перебуває в суворих умовах, що призводить до значного погіршення його здоров'я. Він категорично відстоює свою невинуватість, стверджуючи, що знав Пеньковського лише як ділового клієнта і не знав, що було в пакунках, які той йому давав. Кілька місяців по тому йому дозволили побачення з дружиною, яка повідомила, що Радянський Союз прибрав свої ракети з Куби, що підняло його моральний дух. Він також зустрічається з Пеньковським у в'язниці під час допиту і каже йому, що його жертва була варта миру та уникнення ядерної війни, і двоє чоловіків емоційно стискають один одному руки.
У квітні 1964 року Вінна звільняють в обмін на радянського шпигуна Конона Молодого і він повертається до Лондона. Пізніше з'ясовується, що Пеньковський був засуджений і страчений за державну зраду і похований у безіменній могилі, але його сім'ї дозволили жити в Москві. США та Радянський Союз також створюють гарячу лінію зв'язку між своїми лідерами, щоб запобігти майбутнім ядерним катастрофам.

## В ролях
- Бенедикт Камбербетч в ролі Гревілла Вінна
- Рейчел Броснахен в ролі Емілі Донован
- Джессі Баклі в ролі Шейли Вінн
- Мераб Нінідзе — Олег Пеньковський
- Ангус Райт, — Дікі Френкс
- Кирило Пирогов в ролі Олега Грибанова
- Марія Миронова в ролі Вери Пеньковської
- Кейр Хіллз в ролі Ендрю Вінна
- Джонатан Харден, як Леонард
- Олександр Котяков в ролі радянського офіцера

## Виробництво

### Розробка
1 травня 2018 року було оголошено, що FilmNation Entertainment знімає фільм про британського шпигуна Гревілла Вінна за сценарієм Тома О'Коннора. Домінік Кук збирається поставити фільм і продюсувати його разом з О'Коннором, Беном П'ю, Рорі Ейткеном, Адамом Еклендом, Джошем Барнеа і Лією Кларк. Виробництвом займеться компанія SunnyMarch.

### Кастинг
Поряд з початковим оголошенням виробництва було підтверджено, що Бенедикт Камбербетч був обраний на роль Гревілла Вінна . У жовтні 2018 року було оголошено, що до акторського складу фільму долучилися Рейчел Броснахан, Джессі Баклі, Мераб Нінідзе, Ангус Райт і Кирило Пирогов .

### Зйомки
Зйомки фільму почалися 15 жовтня 2018 р. і тривали до 7 грудня 2018 р.

## Реліз
Світова прем'єра фільму під назвою Ironbark відбулася на кінофестивалі Sundance 24 січня 2020 року Незабаром після цього Roadside Attractions і Lionsgate придбали права на показ в США. Фільм під новою назвою «Кур'єр» вийшов в прокат в США 28 серпня 2020 року. Однак він був відкладений до 16 жовтня 2020 року. Його планували випустити у Великій Британії 30 жовтня 2020 року.

### Відгуки критиків
Згідно агрегатора рецензій Rotten Tomatoes, фільм має рейтинг схвалення 82 % на основі 17 рецензій з середнім рейтингом 6,56 / 10. На Metacritic фільм має середньозважену оцінку 62 зі 100, засновану на 10 критиках, що вказує на загалом позитивні відгуки".

## Цікаві факти
- Історією радянсько-американських шпигунських ігор автор сценарію Том О'Коннор зацікавився під час президентських виборів у США 2016 року. Зокрема, його увагу привернув Олег Пеньковський, якого в цьому фільмі грає Мераб Нінідзе, і з яким співпрацював завербований «Мі-6» британський бізнесмен Гревілл Мейнерд Вінн.[16]
- На початку фільму згадується провал ЦРУ з якимось Поповим. Йдеться про Попова Петра Семеновича, офіцера ГРУ, який співпрацював із ЦРУ в роки Другої світової війни, а потім став подвійним агентом у Відні. Попов передавав на Захід цінну розвідувальну інформацію, зокрема, він попередив ЦРУ про успіхи СРСР у зборі інформації про літак «У-2».
- Бенедикт Камбербетч схуднув на 9,5 кілограмів для зйомок сцен перебування Гревілла Вінна у радянській в'язниці.[17]
- Насправді Гревілла Вінна заарештували в Будапешті спецслужби Угорської Народної Республіки і передали представникам КДБ СРСР.